# Milano-Modena 1917
La Milano-Modena 1917, ottava edizione della corsa, si svolse il 30 settembre 1917 su un percorso di 275 km. La vittoria fu appannaggio dello svizzero Oscar Egg, che completò il percorso in 10h23'00", alla media di 26,485 km/h, precedendo gli italiani Costante Girardengo e Alfredo Sivocci.
Sul traguardo di Modena 13 ciclisti, su 19 partiti da Milano, portarono a termine la competizione.

## Ordine d'arrivo (Top 10)
| Pos. | Corridore           | Squadra | Tempo     |
| ---- | ------------------- | ------- | --------- |
| 1    | Oscar Egg           | Bianchi | 10h23'00" |
| 2    | Costante Girardengo | Bianchi | ?         |
| 3    | Alfredo Sivocci     | Dei     | ?         |
| 4    | Leopoldo Torricelli | Maino   | ?         |
| 5    | Luigi Lucotti       | Bianchi | ?         |
| 6    | Angelo Gremo        | Bianchi | ?         |
| 7    | Arturo Ferrario     | -       | ?         |
| 8    | Mario Santagostino  | -       | ?         |
| 9    | Ottavio Pratesi     | -       | ?         |
| 10   | Luigi Cuppi         | -       | ?         |